# Zefram Cochrane
Zefram Cochrane és un personatge de ficció de l'univers fictici Star Trek. Creat per l'escriptor Gene L. Coon, el personatge va aparèixer per primera vegada a l'episodi de 1967 de Star Trek "Metamorfosi", en què va ser interpretat per Glenn Corbett. James Cromwell va interpretar més tard Cochrane a la pel·lícula de 1996 Star Trek: First Contact, el pilot de Star Trek: Enterprise de 2001 "Broken Bow", i a l'episodi d'estrena de la tercera temporada de 2022 de Star Trek: Lower Decks "Grounded".
Es van utilitzar imatges de Cromwell de "Star Trek: First Contact" a l'episodi "In a Mirror, Darkly Part I" d'"Enterprise".
Com es va esmentar per primera vegada a "Star Trek: La sèrie original", i com es va establir amb els esdeveniments de "Star Trek: First Contact", Cochrane és el primer humà a crear un sistema de motor de curvatura, i el 2063, el seu reeixit vol a velocitat de c urvatura crida l'atenció dels vulcanians, cosa que va conduir al primer contacte oficial de la humanitat amb una raça alienígena.

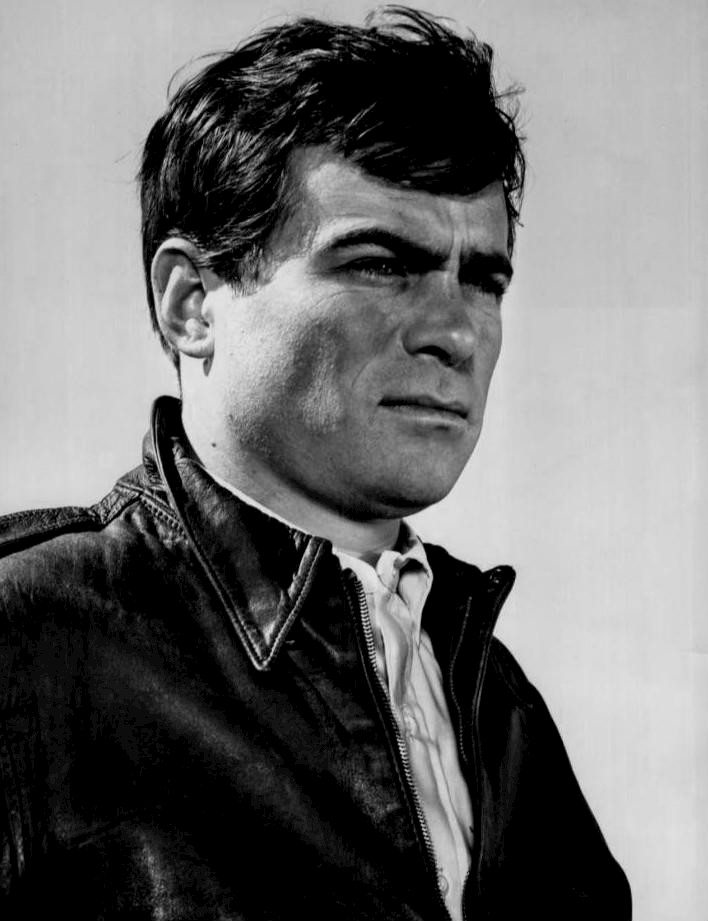
Glenn Corbett (foto de 1963)

## Biografia del personatge fictici
Cochrane va néixer el 2030, segons "Star Trek: First Contact" (tot i que la novel·lització d'aquesta pel·lícula indica que el seu any de naixement és el 2013). Va construir la primera nau de la humanitat amb capacitat de velocitat de curvatura, la Phoenix, a Bozeman, Montana, a partir d'un vell míssil balístic  nuclear Titan II. Va iniciar el projecte per obtenir beneficis econòmics i va trobar inquietants i vergonyosos els relats dels seus futurs reconeixements, tal com els va explicar la tripulació de l'Enterprise-E des del futur.

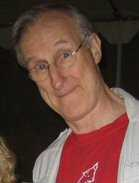
James Cromwell (fotografia de 2005)

El 5 d'abril de 2063, Cochrane va fer el primer vol de curvatura de la Terra. El vol de curvatura de la «Phoenix» va ser detectat per una nau d'estudi vulcaniana, la «T'Plana Hath», que després va fer un primer contacte pacífic amb humans, inclòs Cochrane, al lloc de llançament de la «Phoenix».
L'aforisme «No intentis ser un gran home, només sigues un home. I deixa que la història faci els seus propis judicis» s'atribueix a Cochrane, que es diu que el va pronunciar el 2073. El 2119, Cochrane va ser present a la inauguració del primer Complex Warp 5 de la Terra, tal com es veu en un vídeo vist pels personatges a l'episodi pilot del 2001 de «Star Trek: Enterprise». En aquella ocasió, Cochrane va declarar: "Aquest motor ens permetrà anar amb valentia on cap home ha anat abans", convertint-lo en la persona coneguda més antiga de la línia temporal fictícia de Trek a dir aquesta frase.
Les instal·lacions de llançament de la Phoenix es van convertir en un monument històric. S'hi va erigir una estàtua de marbre de 20 metres, que representava Cochrane intentant heroicament arribar al futur. El nom de Cochrane va ser venerat entre els humans, i universitats, ciutats i planetes sencers van rebre el seu nom.L’enginyer en cap de l’ Enterprise-D i i l’Enterprise-E Geordi La Forge, per exemple, van assistir a l'institut Zefram Cochrane.
Segons l'episodi original de Star Trek "Metamorfosi", es va presumir que Cochrane va morir després de desaparèixer d'Alfa Centauri el 2117 (tot i que l'episodi de Star Trek: Enterprise  "Broken Bow" més tard rerocontinua l'any de la desaparició de Cochrane serà el 2119 o més tard). James T. Kirk, Spock i Leonard McCoy troben Cochrane vivint en un asteroide amb un ésser que ell anomena el Company, una presència etèria d'energia pura que va rejovenir el Cochrane ancià i moribund 150 anys abans, i l'ha mantingut captiu —i en un estat de joventut i vigor— des de llavors. Nancy Hedford, que viatjava amb els tres oficials de la Flota Estel·lar, és un comissionat malalt de la Federació. El Company, que estima Cochrane, es fusiona amb la comissionada, alliberant-la de la seva malaltia i proporcionant al Company una forma corpòria (però ara mortal). L'entitat combinada ja no té el poder d'obligar Cochrane a quedar-se amb ella, però Cochrane decideix quedar-se per amor i gratitud. Abans de marxar, Kirk, Spock i McCoy prometen no revelar l'existència de Cochrane.

### Univers Mirall
A l'univers mirall, en lloc de correspondre a la salutació pacífica dels vulcanians, Cochrane i els altres humans maten els vulcanians i saquegen la seva nau. Els humans conquereixen altres mons com a part del brutal Imperi Terrà.

## Aparició
A "Metamorfosi", Cochrane va ser interpretat per Glenn Corbett, que tenia 34 anys en el moment de l'emissió d'aquell episodi. A Star Trek: First Contact, Cochrane va ser interpretat per James Cromwell, de 56 anys, en un moment en què el personatge, el 2063, hauria tingut aproximadament 33 anys. The Star Trek Encyclopedia explica aquesta discrepància teoritzant que l'aspecte envellit de Cochrane el 2063 va ser el resultat d'una intoxicació per radiació, i que quan es va trobar amb el Company, el Company va revertir aquests efectes i va restaurar el seu aspecte juvenil.

## Tractament no canònic
A la novel·la de 1994 Federation de Judith i Garfield Reeves-Stevens, la publicació de la qual va ser dos anys anterior a l'estrena de Star Trek: First Contact, Cochrane havia estat retratat com un humà d'origen terrestre. La novel·la suggeria que es va retirar a Alfa Centauri en algun moment entre el seu primer vol de curvatura i la seva desaparició. Això segueix un suggeriment fet a la Star Trek Chronology, basant-se en la suposició que els humans no podrien haver establert el sistema Alfa Centauri abans de la invenció del motor de curvatura.
A la novel·la, els experiments de curvatura de Cochrane són el resultat del suport financer i idealista d'un misteriós multimilionari en el període entre les Guerres Eugenètiques i la Tercera Guerra Mundial. La seva autoidentificació amb Alfa Centauri és el resultat de ser la destinació del seu primer viatge de curvatura i del seu posterior paper fundador a la primera colònia del sistema. La història de la seva vida més enllà de la seva trobada amb Kirk a Gamma Canaris a "Metamorfosi" es descriu fins a la seva mort durant els esdeveniments de la tercera temporada de Star Trek: La nova generació.
Al llibre de referència de 1989 Worlds of the Federation, l'autor Shane Johnson escriu que Zefram Cochrane és natiu del sistema Alfa Centauri (que està poblat per humans trasplantats de la Terra a l'antiguitat) i que és contactat per la nau espacial de les Nacions Unides Icarus, una nau subllum que és la primera nau humana a viatjar a un altre sistema solar.
A falta d'un llenguatge comú i abans de la invenció del traductor universal, va utilitzar només les matemàtiques per comunicar les seves idees per a un sistema d'accionament més ràpid que la llum i el seu prototip, el WD-1.
Cochrane també va aparèixer al número 49 de la sèrie Star Trek de Gold Key Comics, juntament amb Nancy Hedford i el Company.